# Alec Gillis

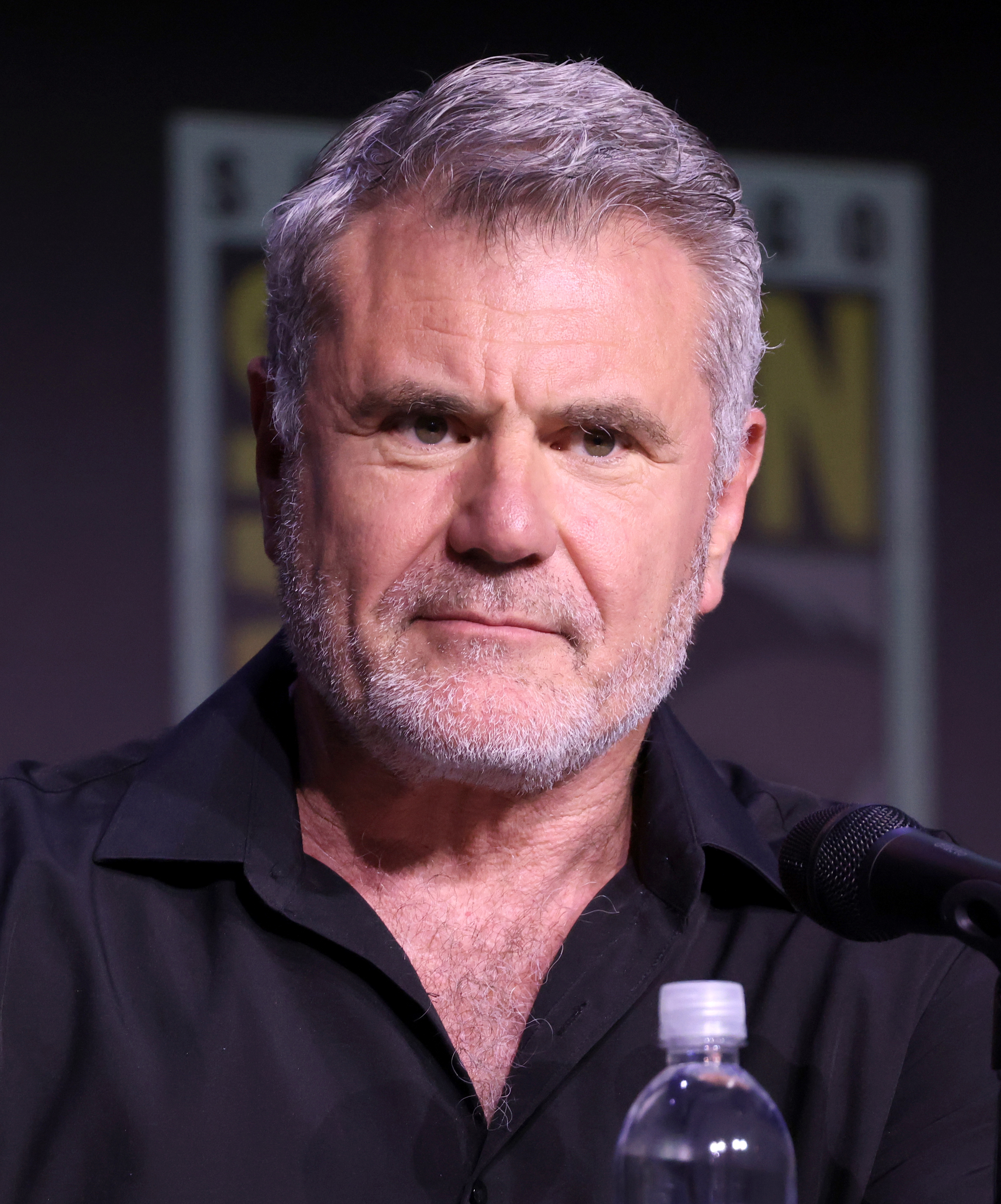
Alec Gillis (2025)

Alec Gillis ist ein US-amerikanischer Spezialeffekt-Experte und Regisseur.

## Leben
Gillis war seit seiner Jugend an Creature Effects interessiert. Erste praktische Erfahrungen im Bereich der Spezialeffekte sammelte er zu Beginn der 1980er-Jahre bei mehreren Roger-Corman-Produktionen. Daraufhin absolvierte er ein Studium an der Film School der University of California, Los Angeles. Nach dem Ende seiner dortigen Ausbildung war er an mehreren Filmproduktionen beteiligt und arbeitete u. a. für Stan Winston. Im Jahr 1988 gründete er schließlich gemeinsam mit Tom Woodruff junior eine eigene auf Spezialeffekte ausgerichtete Produktionsfirma namens Amalgamated Dynamics, Inc, die bis heute aktiv ist.
Gillis gab 1998 mit einer Inszenierung einer Folge der Serie X-Factor: Das Unfassbare sein Debüt als Regisseur. Zwei Jahre später folgte eine weitere Episode. 2015 drehte er mit dem Science-Fiction-Horrorfilm Harbinger Down seinen ersten Spielfilm, für den er auch das Drehbuch verfasste. Das Projekt wurde u. a. mit Hilfe einer von Gillis durchgeführten Crowdfunding-Kampagne auf der Plattform Kickstarter realisiert.
Gillis war für seine Arbeit – jeweils gemeinsam mit Kollegen – zwei Mal für den Oscar nominiert: 1993 für Alien 3 und 1998 für Starship Troopers. 1993 war er Gewinner des BAFTA Award in der Kategorie Beste visuelle Effekte mit Der Tod steht ihr gut. Jeweils 1995 und 1998 wurde er mit einem Saturn Award ausgezeichnet. Hinzu kommen mehrere Nominierungen.

## Filmografie (Auswahl)
- 1980: Sador – Herrscher im Weltraum (Battle Beyond the Stars)
- 1986: Aliens – Die Rückkehr (Aliens)
- 1989: Leviathan
- 1990: Tremors – Im Land der Raketenwürmer (Tremors)
- 1992: Alien 3
- 1992: Der Tod steht ihr gut (Death Becomes Her)
- 1997: Starship Troopers
- 2004: Alien vs. Predator
- 2011: Der Zoowärter (Zookeeper)
- 2013: Kindsköpfe 2 (Grown Ups 2)
- 2017: Rakka
- 2018: Predator – Upgrade (The Predator)
- 2018: Jurassic World: Das gefallene Königreich (Jurassic World: Fallen Kingdom)